# Заполица (Краснобаковский район)
Заполица — деревня в Краснобаковском районе Нижегородской области. Входит в состав городского поселения рабочий посёлок Ветлужский.

## География
Деревня находится в северо-восточной части Нижегородской области, к западу от реки Ветлуга, на расстоянии 5 км (по прямой) к северо-западу от рабочего посёлка Красные Баки, административного центра района.

### Часовой пояс
Деревня Заполица, как и вся Нижегородская область, находится в часовой зоне МСК (московское время). Смещение применяемого времени относительно UTC составляет +3:00.

## Население
| 2002 | 2010 |
| ---- | ---- |
| 3    | →3   |

### Национальный состав
Согласно результатам переписи 2002 года, в национальной структуре населения русские составляли 100 % из 3 чел.